# 7132 Casulli
7132 Casulli este un asteroid din centura principală, descoperit pe 17 septembrie 1993, de Antonio Vagnozzi.